# Erfolg
Um Erfolg (gelegentlich auch als Durchbruch bezeichnet) handelt es sich, wenn jemand oder mehrere gemeinsam die gesetzten Ziele erreichen. Gegensatz ist der Misserfolg.

## Allgemeines
Als Ziele kommen bei Personen persönliche Ziele und bei Personenvereinigungen beispielsweise Unternehmensziele in Frage. Persönliche Ziele können materielle Ziele sein wie zum Beispiel Einkommen oder Karriere und emotionale bzw. immaterielle Ziele wie etwa Anerkennung oder Glück. Unternehmensziele wie Gewinnmaximierung oder Kostendeckung müssen der Förderung des Betriebszwecks dienen oder diesen ermöglichen. Werden diese Ziele erreicht, tritt Erfolg ein, der sich in einem Erfolgserlebnis niederschlägt. Zur Umsetzung von Zielen in Ergebnisse bedarf es der Umsetzungskompetenz.
Der Erfolg ist umso größer, je höher der Zielerreichungsgrad ist. Dieser wird durch die Effektivität (Wirksamkeit, Qualität der Zielerreichung) gemessen:
{\displaystyle {\text{Effektivität}}={\frac {\text{erreichtes Ergebnis}}{\text{angestrebtes Ziel}}}}.
Erfolg wird zuweilen im Hinblick auf den Zielansatz als Zielerreichungsgrad verstanden. Der totale Erfolg weist eine Zielerreichung von 100 % auf, der völlige Misserfolg ist durch keine Zielerreichung (0 %) gekennzeichnet. Erreicht etwa ein Akkordarbeiter die Zielvereinbarung von 30 Stück Bearbeitung pro Minute, so arbeitet er erfolgreich, liegt er darunter, nähert er sich dem völligen Misserfolg.

## Begriffsentwicklung
Das Substantiv Erfolg stammt nach Johann Christoph Adelung vom Verb „erfolgen“ ab, das die Folge, Konsequenz oder den Effekt des Handelns beschreibt. Das althochdeutsche „erfolgen“ bedeutete so viel wie „erreichen, sich erfüllen und zuteilwerden“. Erfolg ist deshalb die Wirkung, Handeln seine Ursache. Durch Handeln stellt sich mithin Erfolg oder Misserfolg ein.

## Stand der Wissenschaft
In der wissenschaftlichen Diskussion gibt es zahlreiche Versuche, den Begriff des (subjektiv empfundenen) Glücks oder Erfolgserlebnisses zu operationalisieren und messbar zu machen. Ein Beispiel ist das Flow-Konzept von Csíkszentmihályi. Demnach stellt sich eine Art Glücksgefühl ein, wenn die Fähigkeiten des Menschen in gleichem Maße wachsen wie die Herausforderungen. Steigen diese Anforderungen aber schneller als die Fähigkeiten, kommt es zu Stress oder sogar zum Burnout-Syndrom. Umgekehrt, wenn also Herausforderungen wesentlich niedriger sind als die Fähigkeiten, kommt es zur Langeweile. Fehlt es sowohl an Herausforderungen als auch an Kompetenzen, stellt sich ein Gefühl der Apathie ein.
Dieses Konzept ist die Basis für zahlreiche weitere Theorien des Erfolges, deren gemeinsamer Nenner es ist, Erfolg als die Fähigkeit zu interpretieren, gesetzte Ziele zu erreichen. Zur Operationalisierung dient das Konzept der Umsetzungskompetenz, mit dem man die Ausprägung der Fähigkeit messen kann, Absichten, Ziele und Kenntnisse in Ergebnisse umzuwandeln.
In der heutigen Forschung zur Erklärung des Phänomens Erfolg liegt der Schwerpunkt auf Fähigkeiten (Kompetenzen) und nicht auf Persönlichkeitsmerkmalen, Motiven oder verschiedenen Theorien der Intelligenz. Beispielsweise ist Empathie in Berufen wie Psychiater oder Verkäufer extrem wichtig, während ein Chirurg eher handwerkliche und ein Unternehmer analytische Fähigkeiten benötigt, um erfolgreich zu sein. In manchen Berufen ist das prozedurale Wissen von entscheidender Bedeutung. Mit anderen Worten: Von Fähigkeiten sollte man sinnvollerweise nur in Bezug auf bestimmte Aufgaben oder Ziele in einem konkreten Umfeld sprechen. Es geht also um die valide Diagnose und Entwicklung operationalisierter und somit messbarer Kompetenzen, die notwendig sind, um klar formulierte Ziele erreichen zu können. Beispiele sind Führungskompetenzen für Menschen mit Führungsverantwortung, Managementkompetenzen für Personen mit funktionsübergreifender Verantwortung oder Vertriebskompetenzen für Mitarbeiter im Marketing und Vertrieb. Als situationsunabhängig bzw. übergreifend gilt die Umsetzungskompetenz oder Willenskraft, fachlich auch Volition genannt.
Einige Wissenschaftler weisen auch auf die Möglichkeit hin, etwas Erreichtes als Erfolg zu betrachten, selbst wenn man es niemals zum Ziel hatte. Von Werner Kirsch stammt in dieser Hinsicht das Beispiel, dass er einen Nobelpreis als Erfolg ansehen würde, selbst wenn er diesen aus realistischen Gründen niemals in sein persönliches Zielsystem aufnehmen würde. Vor diesem Hintergrund werde klar, dass Aussagen über Erfolg grundsätzlich vom Wertesystem des Beurteilenden abhängen. Erfolg wäre also ein Resultat eigenen Handelns, das auf Basis der eigenen Werte als positiv beurteilt wird. Somit lässt sich „Erfolg als das Erreichen selbst definierbarer Ziele“ neu definieren.
Auch die in der westlichen Gesellschaft verbreitete Verbindung von Erfolg und dem Erreichen von propagierten Idealen besitzt einen Zusammenhang. So wird als erfolgreicher nicht der Wohlhabende angesehen, der aufgrund äußerer Umstände (Erbschaft, Lottogewinn) Luxusautos, Villen oder gesellschaftliches Ansehen erkaufen kann. „Erfolgreich ist, wer Erfolg hat“ in Geschäft, Politik oder privaten Beziehungen. Prinzipiell kann Erfolg als ein Beitrag zur Steigerung der Überlebensfähigkeit eines natürlichen, sozialen oder künstlichen Systems angenommen werden.

## Arten des Erfolgs
Als Arten des Erfolgs sind zu unterscheiden:

### Nach der Zielrichtung
- Der Teilerfolg, der jedoch das Ziel nicht vollständig, sondern nur teilweise erreicht.
- Der Achtungserfolg, welcher relativ zum Primärziel hinter diesem zurückbleibt, aber dennoch aufgrund seiner absoluten Leistungshöhe von einer bezüglichen Betrachtergruppe als überdurchschnittlich („achtbar“) empfunden wird. Die Betrachtergruppe ist meistens eine Teilmenge der Bevölkerung, die unmittelbaren Bezug zum Ereignis hat, z. B. Sportinteressierte. Wenn etwa ein Kandidat zwar eine Wahl verliert, aber – gemessen an seinen Wahlchancen – ein relativ gutes Ergebnis erzielt oder wenn eine Mannschaft einen Rang im Turnier erreicht, der über den von ihr erwarteten (z. B. aufgrund einer Rangliste) hinausgeht.
- Der Heilerfolg als das gewollte Ergebnis einer medizinischen Therapie.
- Der Scheinerfolg als ein Ergebnis, das zunächst als Erfolg wahrgenommen wird, sich jedoch im Nachhinein als Misserfolg erweist. Siehe auch Pyrrhussieg.

### Nach dem Bezug zu Menschen
- Der persönliche Erfolg[10] als positives Resultat der Aktivitäten des Menschen hinsichtlich der Erfüllung seiner persönlichen Ziele.
- Der Führungserfolg als persönlicher Erfolg der Führungskraft. Dieser schlägt sich im Führungszeugnis des Vorgesetzten und in seinem Karriereerfolg nieder.
- Die Realisierung von Zielen im Rahmen von Zielvereinbarungen zwischen Vorgesetzten und Mitarbeitern nach dem Vorschlag von Peter Drucker aus dem Jahr 1954.[11]

## Betriebswirtschaftslehre
Erwin Geldmacher definierte 1929 den betriebswirtschaftlichen Erfolg als Unterschied zwischen Ertrag und Verbrauch, deshalb ist der Unternehmenserfolg der Unterschied zwischen Ertrag und Aufwand, Betriebserfolg der Unterschied zwischen Zweckertrag und Kosten. Betriebswirtschaftlicher Erfolg ist das Ergebnis der Tätigkeit eines Unternehmens, das durch Bilanz und Gewinn- und Verlustrechnung festgestellt wird. In der Bilanz zeigt sich der Erfolg durch Vergleich des Eigenkapitals zu Anfang und am Ende des Geschäftsjahres, korrigiert um Entnahmen/Kapitalherabsetzung und Einlagen/Kapitalerhöhung. Erfolg ist im externen Rechnungswesen der Saldo von Aufwand und Ertrag, im internen Rechnungswesen der Saldo aus Kosten und Umsatzerlösen. Diese Salden können positiv oder negativ ausfallen. Erfolg ist damit betriebswirtschaftlich ein neutraler Begriff wie „Ergebnis“ – anders als das umgangssprachliche Wort. So werden die Begriffe Betriebserfolg oder Betriebsergebnis etwa gleich häufig verwendet. Verbucht wird der Erfolg auf Erfolgskonten, die als Aufwands- oder Ertragskonten in der Gewinn- und Verlustrechnung erfasst werden. Diese stellt eine Erfolgsrechnung dar, die den Unternehmenserfolg erfasst. Sie nimmt eine Erfolgsspaltung vor, um die Erfolgsquellen untersuchen zu können. Die Erfolgsabweichung ist die Differenz zwischen dem geplanten und dem tatsächlichen Erfolg, die sich aus der Erfolgsanalyse ergibt.
Unternehmerischer Erfolg ist das Ziel zur Sicherung der langfristigen Ertragskraft, wobei als Erfolgsmaßstab der Ertrags- oder Kapitalwert des Unternehmens dient. Ob und inwieweit dieser Erfolg erreicht werden kann, hängt von den vorhandenen Erfolgsfaktoren ab. Das sind Einflussgrößen, die den Erfolg eines Unternehmens bestimmen.
Erfolgsmaßstäbe
- Der Erfolg als positive Ausprägung einer oder mehrerer betriebswirtschaftlicher Kennzahl, die über das Wirtschaften in einer bestimmten Periode Auskunft geben. Typische Kennzahlen sind hier Gewinn, Return on Investment oder Shareholder Value. Diese Erfolgsbestimmung bezieht sich auf das Ergebnis einer vergangenen Rechnungsperiode und kann damit für die Zukunft nur kurzfristige Aussagen liefern.
- Der Erfolg im Sinne des langfristigen Überlebens eines Unternehmens. Diese aus der Systemtheorie stammende Auffassung sieht Erfolg in der Erreichung des grundlegendsten Ziels eines Betriebes, dem Überleben. Um dies zu gewährleisten, wird in Anlehnung an Aloys Gälweiler eine Betrachtung und Entwicklung der Erfolgspotenziale oder Ertragskraft eines Unternehmens gefordert.[18]
- Der Erfolg lässt sich in der Betriebswirtschaftslehre unterschiedlich ermitteln:
  - Nach Handelsrecht (HGB) kann der Erfolg ein Gewinn (Ertrag > Aufwand) oder Verlust (Ertrag < Aufwand) sein.
  - In der Kostenrechnung ist der Erfolg der Betriebsgewinn (Leistungen > Kosten).
  - Beim steuerpflichtigen Erfolg (EStG, AO) sind erfolgswirksame Betriebseinnahmen größer als die abzugsfähigen Betriebsausgaben.

Manche Autoren wie Kaplan und Norton schlagen vor, den Erfolg des Unternehmens mit Kennzahlensystemen, wie zum Beispiel der Balanced Scorecard, zu messen. Diese Kennzahlen sind in der Regel aus den Interessen und Erwartungen der Stakeholder abgeleitet und betrachten das Unternehmen aus der Kunden-, Mitarbeiter-, Prozess- und Finanzperspektive. Dabei misst man Frühindikatoren des wirtschaftlichen Erfolges bzw. „weichen Faktoren“, wie zum Beispiel der Mitarbeiter- und Kundenzufriedenheit, eine größere Bedeutung als früher zu.

## Management
Der Führungserfolg bezeichnet im Management die Verwirklichung von Führungszielen über die direkte oder indirekte Verhaltensbeeinflussung von Mitarbeitern durch Führungskräfte mittels Einsatz ihrer Führungskompetenz.

## Psychologie
Erfolg liegt in der Psychologie vor, wenn die subjektiven Bedürfnisse, Erwartungen oder Wünsche eines Individuums mit den objektiven Situationen und Umständen in Einklang gebracht werden. Die Psychologie beschäftigt sich empirisch mit Ursachen (fachsprachlich Determinanten) des Erfolgs. Wenn es um Erfolg in Schule und Bildung geht, ist die pädagogische Psychologie die zentrale Disziplin. Unternehmen messen dagegen nur ihre materiellen Erfolge. Das sich entwickelnde soziale Kapital aus Vertrauen, persönlichem Netzwerk sowie Werten und Normen der Mitarbeiter bleibt in Bilanz sowie Gewinn- und Verlustrechnung unberücksichtigt. Wesentliche Faktoren für nachhaltige Erfolge sind Selbstbild, Sozialverhalten, Intelligenz, Wissen, Kultur und Motivation, gleichgültig, ob für persönliche Ziele, Unternehmensziele oder gesellschaftliche Ziele.

## Sport
Im Sport kann die Zielerreichung genau gemessen werden. Erfolg liegt hier vor, wenn Sportler im Wettkampf Sieger werden, etwa beim Laufsport die Ziellinie als Erster durchlaufen, beim Weitsprung die größte Weite erzielen oder beim Fußball mehr Tore schießen als der Gegner. Der Erfolg wird hier gemessen durch Zeitmessung oder Maßeinheiten wie Länge oder Anzahl.

## Recht

### Zivilrecht
Beim Werkvertrag schuldet der Werkunternehmer seinem Auftraggeber nach § 631 BGB den Erfolg, also beispielsweise die Kfz-Werkstatt die erfolgreiche Reparatur eines Kraftfahrzeuges oder das Bauunternehmen die Übereinstimmung des errichteten Bauwerks mit dem Bauplan.

### Strafrecht
Im Strafrecht gibt es Erfolgsdelikte, deren Tatbestand ein Handeln beschreibt, das einen bestimmten Erfolg auslöst, welcher noch nicht in der Tathandlung selbst eingeschlossen ist. Erfolg kann hier als „nachteilige Veränderung des durch die Norm geschützten Rechtsguts“ definiert werden. Dabei ist zwischen formellem und materiellem Taterfolg zu unterscheiden. Im Regelfall ist mit dem formellen Taterfolg eine tatsächliche Schädigung verbunden wie etwa bei der Körperverletzung gemäß § 223 Abs. 1 StGB. Der formelle Erfolgsbegriff ist mit dem Tatobjekt verknüpft, also dem Objekt, an welchem sich laut Tatbestand die Tathandlung vollziehen muss. Im Regelfall ist hiermit eine tatsächliche Schädigung verbunden. Der materielle Erfolgsbegriff hängt mit einer Verletzung eines geschützten Rechtsguts zusammen. Von einem materiellen Taterfolg ist auszugehen, wenn eine Straftat die Gefährlichkeit im Hinblick auf das geschützte Rechtsgut entfaltet.

## Theater, Musik, Buchhandel
Erfolg ist in Buchhandel, Musik oder Theater auch dadurch messbar, dass von Büchern mehrere Auflagen gedruckt werden und sie in Bestsellerlisten erscheinen, Musikstücke in Hitparaden auftauchen (und dort zum Nummer-eins-Hit werden) oder ausverkaufte Aufführungen in Oper oder Theater mit heftigem Applaus quittiert werden.

## Videospiele
In Videospielen wird unter dem Begriff des Erfolges das Verleihen einer Auszeichnung verstanden, die sich nicht zwingend aus dem Erreichen des eigenen Spielziels ergibt. Die Auszeichnung wird zumeist im Profil des Spielers festgehalten und kann so – im Rahmen des Konzepts des social gaming – anderen Spielern zusammen mit allen anderen bisher erspielten Erfolgen präsentiert werden. Beispiele hierfür sind das Sammeln sämtlicher Reittiere oder die Erkundung eines kompletten Abschnittes der virtuellen Welt in Onlinerollenspielen, eine bestimmte Anzahl von Siegen in einem Actionspiel oder der Sieg mit einer Partei in einem Strategiespiel. Der Zweck von Erfolgen liegt in der Motivation des Spielers und im Vergleich der eigenen Leistung mit Anderen. Neben Bezeichnungen wie „Trophäen“ und „Errungenschaften“ hat sich im deutschen Sprachraum die englische Bezeichnung Achievement weit verbreitet.

## Persönlicher Erfolg und positive Verstärkung
Der durch ein bestimmtes Verhalten hervorgerufene Erfolg kann durch das subjektive Erfolgserlebnis und ggf. durch eine Belohnung zur positiven Verstärkung der Motivation – dieses Verhalten zu wiederholen – führen, die Belohnung kann allerdings auch den sogenannten Korrumpierungseffekt haben. Umgekehrt können Misserfolge tendenziell zu einer Demotivation (negative Verstärkung) führen, so dass diese zu diesem Misserfolg geführten Verhalten künftig gemieden werden, oder es kommt im schlimmsten Falle zu einer Resignation, wie es oft bei Drogenabhängigen oder (psychisch) labilen Menschen der Fall ist, was eine Änderung des zukünftigen Verhaltens (z. B. bewusstes Hilfesuchen um Verhaltensänderungen zu erreichen etc.) meist nicht zur Folge hat, was letztendlich auf eine vollständige Handlungsunfähigkeit zurückzuführen ist. Auf der anderen Seite existiert bei Drogenabhängigen ein erlernter Erfolg in dem (unbewussten) Erleben der sedierenden Wirkung von Medikamenten, die als positiv (positive Verstärkung) empfunden wird.
Persönliche Erfolge und positive Verstärkung können ganz unterschiedlich sein, beispielsweise findet man sie im privaten sozialen Bereich eines Menschen (Erfolg durch Anerkennung in Beziehungen, Partnerschaft etc.) oder im (sozialen) Bereich wie Beruf (eindrucksvolle Schulnoten oder wissenschaftliche Publikationen, Gewinn etc.). Allgemein lässt sich jedenfalls sagen, dass Erfolg mit gleichzeitiger Anerkennung zur Prägung des Selbstbewusstseins führt (siehe Selbstwirksamkeitserwartung). Parallel dazu ist außerdem festzustellen, dass mit Erfolg auch Verantwortung wachsen kann, da es zum Beispiel bei Erfolg zum Wachsen der Erwartungshaltung der Umwelt kommen könnte.

## Erfolgsmethoden – Erfolgsreligionen
Mit der Industrialisierung Anfang des 20. Jahrhunderts verdrängten wirtschaftliche Eliten die alten Eliten aus Adel und Militär. Im Jahre 1927 erschien die Bibel aller Erfolgsmethoden, das Buch Think and grow rich (deutsch Denke nach und werde reich) von Napoleon Hill sowie das im deutschsprachigen Raum wegweisende Buch Sich selbst rationalisieren von Gustav Großmann. Seitdem sind mit Dale Carnegie, Joseph Murphy und Stuart Wilde weitere Autoren hinzugekommen. Von einer Erfolgsreligion kann man sprechen, wenn mit den Erfolgswegen Rituale und Zeremonien verbunden sind, die denen von Religionen ähneln. Allen gemeinsam ist der Glaube an die methodische Machbarkeit und Herstellbarkeit von materiellem Erfolg.
Neben international erfolgreichen Unternehmern wie George Soros, Jack Welch, Donald Trump, Bill Gates und Warren Buffett, die ihre Erfolgsgeschichte als Bücher anbieten, haben sich auch in Deutschland z. B. Erich Lejeune und Jürgen Höller mit eigenen Erfolgstrainings profiliert. Auch der Film Das Geheimnis meines Erfolges zeigt eine Erfolgsgeschichte.
Seit sozialer Abstieg und fehlende Erfolgschancen die deutsche Wirklichkeit prägten, wird an der Erfolgsideologie starke Kritik geäußert, so von den Autoren Alexander Dill, Christiane Zschirnt und Alexander von Schönburg.
Wird Erfolg über andere Aspekte des Lebens gestellt, kann von Erfolgssucht gesprochen werden. Diese führt zur Beeinträchtigung sozialer Beziehungen.